# برونو مارتينز إيندي

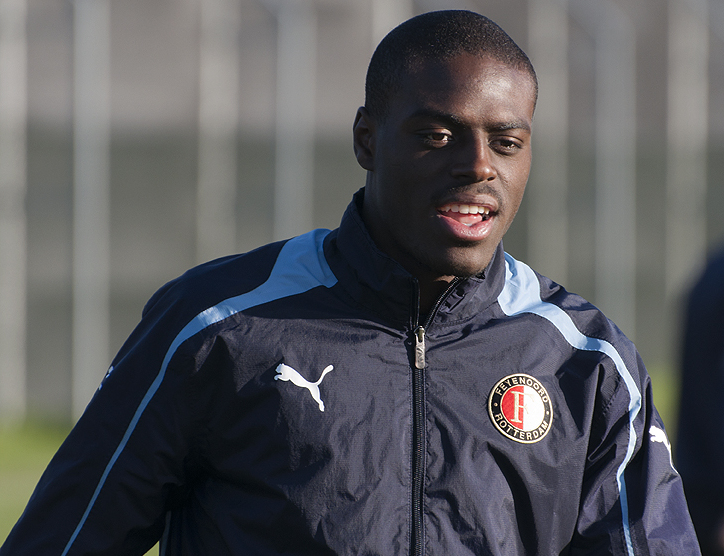
برونو مارتينز إيندي

رولاندو ماكسيميليانو «برونو» مارتينز إيندي (بالبرتغالية: Rolando Maximiliano "Bruno" Martins Indi‏) (مواليد 8 فبراير 1992 في باريرو - البرتغال) لاعب كرة قدم هولندي برتغالي ذو أصول غينية بيساوية يلعب حالياً لصالح نادي الدرجة الممتازة ستوك سيتي منذ 2016 في مركز قلب الدفاع كما يجيد اللعب في مركز الظهير الأيسر.